# Agrosuper
Agrosuper S.A. (рус. Агросупер) — чилийская транснациональная компания по переработке пищевых продуктов со штаб-квартирой в Ранкагуа. Основана в 1955 году Гонсало Виалом. Специализируется на производстве широкого ассортимента продукции из курятины, индюшатины, свинины, говядины, лососины и продуктов их переработки.

## История
В 1955 году Гонсало Виал Виал основал компанию Agrosuper. Она начала с производства яиц в городе Ло-Миранда, регион О’Хиггинс. Пять лет спустя, в 1960 году, компания расширила деятельность в продажу живых цыплят, а в 1974 году — переработку и продажу куриного мяса, положив начало деятельности, которую она в настоящее время осуществляет под брендом Super Pollo.
В 1983 году компания занялась производством свинины, воспользовавшись опытом выращивания животных и существующей инфраструктурой, а шесть лет спустя добавила в ассортимент своей продукции вяленое мясо. Кроме того, в том же году компания расширила деятельность в продажу форели и лосося.
За последнее десятилетие Agrosuper открыла свои офисы в других странах, включая Италию, США, Японию, Мексику, Китай, Гонконг, Бразилию и Республику Корея.
В 2011 году Agrosuper приобрела контрольный пакет акций компании по производству индюшатины Sopraval.
В 2018 году Agrosuper приобрела AquaChile, компанию, специализирующуюся на выращивании лосося, за 850 млн долларов США.
Гонсало Виал Виал умер 31 января 2024 года в возрасте 88 лет, его на посту председателя компании сменил Канио Корбо Лой.

## Деятельность
Компания является крупнейшим в Чили производителем курятины (доля 50 % на рынке Чили), индюшатины (65 %), свинины (54 %) и лососины (22 %). На мировом рынке она занимает третье место по производству лососины с долей около 5 % по атлантическому лососю и 24 % по тихоокеанскому. Экспорт приносит 62 % выручки, в том числе на США приходится четверть продаж, на Азию — 32 % (в первую очередь Китай, Японию и Южную Корею).

## Бренды
- Agrosuper
- Andes Butas
- AquaChile
- Chao Bas
- Frutos del Maipo
- La Crianza
- Pancho Pollo
- Pollos King
- Santi
- Sopraval
- Super Beef
- Super Cerdo
- Super Pollo
- Super Salmón

## Дочерние компании и подразделения
- Agrosuper International
- Empresas AquaChile S.A.
- Fundación Agrosuper